# Riksserien 2009/2010
Riksserien 2009/2010 var den tredje upplagan av Riksserien, damernas högsta serie i ishockey. Serien bestod av åtta lag som mötte varandra hemma och borta två gånger, vilket gav totalt 28 omgångar, som spelades under perioden 19 september 2009 - 10 mars 2010. Seger efter ordinarie tid gav tre poäng, seger efter sudden death eller straffar gav två poäng, förlust efter sudden death eller straffar gav en poäng och förlust efter ordinarie tid gav noll poäng. 
Efter kvalspel under våren 2009 hade debutanterna Hanhals IF och Västerås HK kvalificerat sig för Riksserien. Nykomlingarna höll inte riktigt samma nivå som de andra lagen och ett antal målrekord slogs under säsongen. 14 november satte AIK målrekord för Riksserien när man besegrade Hanhals med 14–2. Den 29 november överträffades Segeltorp målrekordet när man besegrade Västerås med 17–0. Samma dag besegrade Linköping Hanhals med 16–1.
Den 2 januari sattes det publikrekord för Riksserien när Modo tog emot Segeltorp hemma i Fjällräven Center inför 832 åskådare. 3 mars vann Linköping borta mot Västerås med 12–0, vilket då var den största bortasegern i Riksserien. Trots att damernas ishockeyturneringen i Vinter-OS 2010 avgjordes mellan den 13 och 25 februari gjorde inte Riksserien uppehåll, utan det spelades ett flertal matcher i serien under tiden.
Segeltorps IF blev svenska mästare efter finalseger över Brynäs IF med 6–0 i Himmelstalundshallen, Norrköping. Modo vann bronset efter seger mot Linköpings HC med 5–3. Jumbon Västerås HK åkte ur Riksserien och nästjumbon Hanhals IF fick kvala för att behålla sin plats i Riksserien 2010/2011.
Linköpings Denise Altmann vann poängligan på 62 poäng, 31 mål + 31 assist.

## Deltagande lag
| Lag           | Län            | Ort          | Arena             | Plac  |
| ------------- | -------------- | ------------ | ----------------- | ----- |
| AIK           | Stockholm      | Solna        | Ritorps Ishall    | 5     |
| Brynäs IF     | Gävleborg      | Gävle        | Läkerol Arena     | 2     |
| Hanhals IF    | Halland        | Kungsbacka   | Kungsbacka Ishall | 1 D1S |
| Leksands IF   | Dalarna        | Leksand      | Tegera Arena      | 6     |
| Linköpings HC | Norrbotten     | Luleå        | Stångebro Ishall  | 3     |
| Modo Hockey   | Västernorrland | Örnsköldsvik | Kempehallen       | 4     |
| Segeltorps IF | Stockholm      | Huddinge     | Segeltorpshallen  | 1     |
| Västerås HK   | Västmanlands   | Västerås     | ABB Arena         | 1 D1V |

## Poängtabell
| Nr | Lag             | S  | V  | O | F  | ÖV | ÖF | SV | SF | GM  | IM  | MS   | P  |
| -- | --------------- | -- | -- | - | -- | -- | -- | -- | -- | --- | --- | ---- | -- |
| 1  | Segeltorps IF   | 28 | 22 | 3 | 3  | 2  | 0  | 0  | 1  | 178 | 48  | +130 | 71 |
| 2  | Brynäs IF       | 28 | 19 | 2 | 7  | 0  | 1  | 0  | 1  | 116 | 62  | +54  | 59 |
| 3  | Linköpings HC   | 28 | 17 | 3 | 8  | 1  | 1  | 1  | 0  | 141 | 68  | +73  | 56 |
| 4  | Modo Hockey     | 28 | 15 | 3 | 10 | 1  | 0  | 2  | 0  | 113 | 64  | +49  | 51 |
| 5  | AIK             | 28 | 14 | 3 | 11 | 0  | 1  | 1  | 1  | 118 | 81  | +37  | 46 |
| 6  | Leksands IF     | 28 | 11 | 2 | 15 | 0  | 1  | 0  | 1  | 100 | 105 | −5   | 35 |
| 7  | Hanhals IF      | 28 | 5  | 0 | 23 | 0  | 0  | 0  | 0  | 35  | 164 | −129 | 15 |
| 8  | VIK Västerås HK | 28 | 1  | 0 | 27 | 0  | 0  | 0  | 0  | 23  | 232 | −209 | 3  |

## Matchöversikt
| Hemma \ Borta | AIK           | BIF     | HIF      | LIF           | LHC           | Modo     | SIF            | VHK       |
| AIK           | —             | 2–3 2–5 | 14–2 8–1 | 4–0 5–2       | 0–3 2–1       | 3–2 2–3  | 1–10 5–4 (str) | 9–1 15–1  |
| Brynäs IF     | 0–4 5–0       | —       | 3–0 9–0  | 4–2 6–0       | 1–4 3–4 (str) | 0–3 2–1  | 3–4 (sd) 2–4   | 11–1 11–0 |
| Hanhals IF    | 4–3 1–8       | 1–4 1–4 | —        | 2–4 1–8       | 0–3 1–9       | 2–4 0–8  | 0–7 0–9        | 2–0 4–1   |
| Leksands IF   | 1–4 3–4       | 5–3 6–3 | 3–2 1–0  | —             | 5–1 3–7       | 2–4 2–5  | 0–4 5–6        | 12–1 5–2  |
| Linköpings HC | 5–3 4–1       | 1–2 2–4 | 16–1 6–0 | 5–4 (sd) 7–3  | —             | 5–3 4–2  | 3–7 4–1        | 3–0 15–0  |
| Modo Hockey   | 4–3 (str) 1–2 | 4–5 3–4 | 5–1 4–0  | 7–1 2–1 (str) | 6–3 2–1 (sd)  | —        | 2–7 1–5        | 3–0 7–1   |
| Segeltorps IF | 5–3 3–2 (sd)  | 7–0 1–2 | 12–1 8–0 | 7–0 6–3       | 8–2 6–0       | 4–2 3–6  | —              | 17–0 11–0 |
| Västerås HK   | 2–5 5–4       | 0–8 0–9 | 1–2 2–6  | 1–10 2–9      | 0–11 0–12     | 0–7 1–12 | 0–5 1–7        | —         |

### Grundserie
| Datum Match Resultat Publik Spelplan September - Omgång 1 Lördag 19 september 2009 Modo Hockey–Hanhals IF 5–1 (2–1, 1–0, 2–0) Kempehallen - Omgång 1 Lördag 19 september 2009 Leksands IF–Linköpings HC 5–1 (1–0, 1–0, 3–1) Ejendals Arena - Omgång 1 Lördag 19 september 2009 Brynäs IF–Västerås HK 11–1 (5–1, 3–0, 3–0) Läkerol Arena - Omgång 1 Lördag 19 september 2009 AIK–Segeltorps IF 1–10 (0–3, 0–2, 1–5) Ritorps Ishall - Omgång 2 Söndag 20 september 2009 Leksands IF–Linköpings HC 3–7 (0–3, 2–2, 1–2) Ejendals Arena - Omgång 2 Söndag 20 september 2009 Modo Hockey–Hanhals IF 4–0 (1–0, 1–0, 2–0) Kempehallen - Omgång 2 Söndag 20 september 2009 AIK–Västerås HK 9–1 (3–0, 0–1, 6–0) Ritorps Ishall - Omgång 2 Söndag 20 september 2009 Brynäs IF–Segeltorps IF 3–4 (0–2, 2–1, 1–0, 0–1) Läkerol Arena - Omgång 3 Lördag 26 september 2009 Hanhals IF–AIK 4–3 (2–1, 0–0, 2–2) Kungsbacka Ishall - Omgång 3 Lördag 26 september 2009 Västerås HK–Modo Hockey 0–7 (0–3, 0–2, 0–2) ABB Arena - Omgång 3 Lördag 26 september 2009 Segeltorps IF–Leksands IF 7–0 (2–0, 2–0, 3–0) Segeltorpshallen - Omgång 3 Lördag 26 september 2009 Linköpings HC–Brynäs IF 1–2 (0–2, 1–0, 0–0) Stångebro Ishall - Omgång 4 Söndag 27 september 2009 Hanhals IF–Brynäs IF 1–4 (0–0, 0–3, 1–1) Kungsbacka Ishall - Omgång 4 Söndag 27 september 2009 Västerås HK–Leksands IF 1–10 (0–4, 1–1, 0–5) ABB Arena - Omgång 4 Söndag 27 september 2009 Segeltorps IF–Modo Hockey 4–2 (2–0, 1–1, 1–1) Segeltorpshallen Oktober - Omgång 4 Torsdag 1 oktober 2009 Linköpings HC–AIK 5–3 (0–0, 2–0, 3–3) Stångebro Ishall - Omgång 5 Lördag 3 oktober 2009 Brynäs IF–Modo Hockey 0–3 (0–2, 0–0, 0–1) Läkerol Arena - Omgång 5 Lördag 3 oktober 2009 Hanhals IF–Segeltorps IF 0–7 (0–1, 0–3, 0–3) Kungsbacka Ishall - Omgång 5 Lördag 3 oktober 2009 AIK–Leksands IF 4–0 (2–0, 0–0, 2–0) Ritorps Ishall - Omgång 5 Lördag 3 oktober 2009 Linköpings HC–Västerås HK 3–0 (2–0, 1–0, 0–0) Stångebro Ishall - Omgång 6 Söndag 4 oktober 2009 AIK–Modo Hockey 3–2 (0–1, 1–1, 2–0) Ritorps Ishall - Omgång 6 Söndag 4 oktober 2009 Brynäs IF–Leksands IF 4–2 (2–0, 0–0, 2–2) Läkerol Arena - Omgång 27 Söndag 4 oktober 2009 Hanhals IF–Segeltorps IF 0–9 (0–4, 0–3, 0–2) Kungsbacka Ishall - Omgång 9 Torsdag 8 oktober 2009 Segeltorps IF–Linköpings HC 8–2 (3–0, 2–1, 3–1) Segeltorpshallen - Omgång 7 Lördag 10 oktober 2009 Hanhals IF–Linköpings HC 0–3 (0–2, 0–1, 0–0) Kungsbacka Ishall - Omgång 7 Lördag 10 oktober 2009 Leksands IF–Modo Hockey 2–4 (0–1, 1–2, 1–1) Ejendals Arena - Omgång 7 Söndag 11 oktober 2009 Västerås HK–Segeltorps IF 0–5 (0–2, 0–1, 0–2) ABB Arena - Omgång 7 Söndag 11 oktober 2009 AIK–Brynäs IF 2–3 (0–1, 1–2, 1–0) Ritorps Ishall - Omgång 19 Söndag 11 oktober 2009 Leksands IF–Modo Hockey 2–5 (1–2, 0–2, 1–1) LRF-hallen - Omgång 8 Lördag 24 oktober 2009 Västerås HK–Linköpings HC 0–11 (0–5, 0–2, 0–4) ABB Arena - Omgång 8 Lördag 24 oktober 2009 Modo Hockey–Brynäs IF 4–5 (0–3, 2–2, 2–0) Kempehallen - Omgång 16 Lördag 24 oktober 2009 Leksands IF–Hanhals IF 3–2 (0–2, 2–0, 1–0) Ejendals Arena - Omgång 28 Söndag 25 oktober 2009 Leksands IF–Hanhals IF 1–0 (1–0, 0–0, 0–0) LRF-hallen - Omgång 6 Tisdag 27 oktober 2009 Linköpings HC–Segeltorps IF 3–7 (0–2, 2–3, 1–2) Stångebro Ishall - Omgång 8 Lördag 31 oktober 2009 Segeltorps IF–Hanhals IF 12–1 (5–0, 4–1, 3–0) Segeltorpshallen - Omgång 8 Lördag 31 oktober 2009 Leksands IF–AIK 1–4 (0–2, 1–1, 0–1) Ejendals Arena November - Omgång 9 Söndag 1 november 2009 Västerås HK–Hanhals IF 1–2 (0–1, 0–1, 1–0) ABB Arena - Omgång 9 Söndag 1 november 2009 Modo Hockey–AIK 4–3 (1–0, 1–2, 1–1, 0–0, 1–0) Kempehallen - Omgång 9 Söndag 1 november 2009 Leksands IF–Brynäs IF 5–3 (3–0, 0–2, 2–1) Ejendals Arena - Omgång 10 Lördag 7 november 2009 Modo Hockey–Västerås HK 3–0 (1–0, 1–0, 1–0) Kempehallen - Omgång 10 Lördag 14 november 2009 Brynäs IF–Linköpings HC 1–4 (0–0, 1–1, 0–3) Läkerol Arena - Omgång 10 Lördag 14 november 2009 Leksands IF–Segeltorps IF 0–4 (0–1, 0–1, 0–2) Ejendals Arena - Omgång 10 Lördag 14 november 2009 AIK–Hanhals IF 14–2 (6–1, 4–1, 4–0) Ritorps Ishall - Omgång 11 Söndag 15 november 2009 Brynäs IF–Hanhals IF 3–0 (0–0, 2–0, 1–0) Läkerol Arena - Omgång 11 Söndag 15 november 2009 Leksands IF–Västerås HK 12–1 (3–0, 5–1, 4–0) Ejendals Arena - Omgång 11 Onsdag 18 november 2009 Linköpings HC–AIK 4–1 (0–0, 3–1, 1–0) Stångebro Ishall - Omgång 13 Onsdag 18 november 2009 Segeltorps IF–Brynäs IF 7–0 (2–0, 2–0, 3–0) Segeltorpshallen - Omgång 12 Lördag 21 november 2009 Västerås HK–Brynäs IF 0–8 (0–1, 0–4, 0–3) ABB Arena - Omgång 21 Lördag 21 november 2009 Hanhals IF–Leksands IF 2–4 (0–1, 2–3, 0–0) Kungsbacka Ishall - Omgång 13 Söndag 22 november 2009 Västerås HK–AIK 2–5 (0–2, 1–2, 1–1) ABB Arena - Omgång 22 Söndag 22 november 2009 Hanhals IF–Leksands IF 1–8 (0–1, 0–4, 1–3) Kungsbacka Ishall - Omgång 12 Onsdag 25 november 2009 Segeltorps IF–AIK 5–3 (2–1, 0–1, 3–1) Segeltorpshallen - Omgång 26 Lördag 28 november 2009 Modo Hockey–Leksands IF 7–1 (4–0, 1–1, 2–0) Kempehallen - Omgång 14 Söndag 29 november 2009 Modo Hockey–Leksands IF 2–1 (0–0, 0–1, 1–0, 0–0, 1–0) Kempehallen - Omgång 14 Söndag 29 november 2009 Segeltorps IF–Västerås HK 17–0 (5–0, 5–0, 7–0) Segeltorpshallen - Omgång 14 Söndag 29 november 2009 Linköpings HC–Hanhals IF 16–1 (5–0, 5–1, 6–0) Cloetta Center - Omgång 14 Söndag 29 november 2009 Brynäs IF–AIK 0–4 (0–1, 0–3, 0–0) Läkerol Arena | December - Omgång 15 Lördag 5 december 2009 Modo Hockey–Linköpings HC 6–3 (3–2, 1–0, 2–1) Kempehallen - Omgång 15 Lördag 5 december 2009 Segeltorps IF–Leksands IF 6–3 (2–1, 3–1, 1–1) Segeltorpshallen - Omgång 15 Lördag 5 december 2009 Hanhals IF–AIK 1–8 (0–2, 1–4, 0–2) Kungsbacka Ishall - Omgång 15 Lördag 5 december 2009 Västerås HK–Brynäs IF 0–9 (0–2, 0–4, 0–3) JM Hallen - Omgång 16 Söndag 6 december 2009 Modo Hockey–Linköpings HC 2–1 (0–0, 1–1, 0–0, 1–0) Kempehallen - Omgång 16 Söndag 6 december 2009 Brynäs IF–Segeltorps IF 2–4 (0–0, 1–2, 1–2) Läkerol Arena - Omgång 16 Söndag 6 december 2009 AIK–Västerås HK 15–1 (5–0, 8–1, 2–0) Ritorps Ishall - Omgång 17 Lördag 12 december 2009 AIK–Leksands IF 5–2 (3–0, 1–2, 1–0) Ritorps Ishall - Omgång 17 Lördag 12 december 2009 Hanhals IF–Brynäs IF 1–4 (0–2, 1–0, 0–2) Kungsbacka Ishall - Omgång 17 Lördag 12 december 2009 Segeltorps IF–Linköpings HC 6–0 (1–0, 4–0, 1–0) Segeltorpshallen Januari - Omgång 11 Lördag 2 januari 2010 Modo Hockey–Segeltorps IF 2–7 (0–4, 0–3, 2–0) Fjällräven Center - Omgång 18 Söndag 3 januari 2010 Modo Hockey–Segeltorps IF 1–5 (1–2, 0–1, 0–2) Fjällräven Center - Omgång 18 Söndag 10 januari 2010 Leksands IF–Västerås HK 5–2 (4–2, 0–0, 1–0) LRF-hallen - Omgång 18 Söndag 10 januari 2010 Brynäs IF–AIK 5–0 (3–0, 2–0, 0–0) Läkerol Arena - Omgång 18 Söndag 10 januari 2010 Linköpings HC–Hanhals IF 6–0 (1–0, 3–0, 2–0) Stångebro Ishall - Omgång 19 Lördag 16 januari 2010 AIK–Segeltorps IF 5–4 (1–1, 3–1, 0–2, 0–0, 1–0) Ritorps Ishall - Omgång 19 Lördag 16 januari 2010 Brynäs IF–Linköpings HC 3–4 (3–2, 0–0, 0–1, 0–0, 0–1) Läkerol Arena - Omgång 19 Lördag 16 januari 2010 Västerås HK–Hanhals IF 2–6 (1–3, 1–0, 0–3) ABB Arena - Omgång 20 Söndag 17 januari 2010 Segeltorps IF–Hanhals IF 8–0 (2–0, 2–0, 4–0) Segeltorpshallen - Omgång 20 Söndag 17 januari 2010 Modo Hockey–AIK 1–2 (0–1, 0–0, 1–1) Modo-Hallen - Omgång 20 Söndag 17 januari 2010 Leksands IF–Brynäs IF 6–3 (2–0, 1–2, 3–1) Ejendals Arena - Omgång 20 Onsdag 20 januari 2010 Linköpings HC–Västerås HK 15–0 (3–0, 6–0, 6–0) Stångebro Ishall - Omgång 21 Lördag 23 januari 2010 Brynäs IF–Modo Hockey 2–1 (0–0, 1–0, 1–1) Läkerol Arena - Omgång 21 Lördag 23 januari 2010 Västerås HK–Segeltorps IF 1–7 (0–4, 1–2, 0–1) ABB Arena - Omgång 21 Lördag 23 januari 2010 AIK–Linköpings HC 0–3 (0–0, 0–0, 0–3) Ritorps Ishall - Omgång 17 Söndag 24 januari 2010 Västerås HK–Modo Hockey 1–12 (1–3, 0–5, 0–4) ABB Arena - Omgång 22 Onsdag 27 januari 2010 Segeltorps IF–Brynäs IF 1–2 (0–0, 1–0, 0–2) Segeltorpshallen - Omgång 12 Lördag 30 januari 2010 Hanhals IF–Modo Hockey 2–4 (0–1, 1–3, 1–0) Kungsbacka Ishall - Omgång 12 Lördag 30 januari 2010 Linköpings HC–Leksands IF 5–4 (2–2, 1–1, 1–1, 1–0) Stångebro Ishall - Omgång 22 Lördag 30 januari 2010 Västerås HK–AIK 5–4 (0–1, 4–1, 1–2) ABB Arena - Omgång 13 Söndag 31 januari 2010 Linköpings HC–Leksands IF 7–3 (3–1, 2–2, 2–0) Stångebro Ishall - Omgång 13 Söndag 31 januari 2010 Hanhals IF–Modo Hockey 0–8 (0–2, 0–2, 0–4) Kungsbacka Ishall Februari - Omgång 22 Lördag 6 februari 2010 Linköpings HC–Modo Hockey 5–3 (2–1, 0–2, 3–0) Stångebro Ishall - Omgång 23 Lördag 6 februari 2010 AIK–Hanhals IF 8–1 (4–0, 1–0, 3–1) Ritorps Ishall - Omgång 23 Lördag 6 februari 2010 Leksands IF–Segeltorps IF 5–6 (2–4, 3–1, 0–1) LRF-hallen - Omgång 23 Söndag 7 februari 2010 Linköpings HC–Modo Hockey 4–2 (3–0, 0–2, 1–0) Stångebro Ishall - Omgång 23 Söndag 7 februari 2010 Brynäs IF–Västerås HK 11–0 (2–0, 4–0, 5–0) Läkerol Arena - Omgång 24 Lördag 13 februari 2010 Segeltorps IF–Modo Hockey 3–6 (0–3, 0–1, 3–2) Segeltorpshallen - Omgång 24 Söndag 14 februari 2010 Västerås HK–Leksands IF 2–9 (1–2, 0–4, 1–3) ABB Arena - Omgång 24 Söndag 14 februari 2010 Hanhals IF–Linköpings HC 1–9 (0–4, 1–5, 0–0) Kungsbacka Ishall - Omgång 24 Söndag 14 februari 2010 AIK–Brynäs IF 2–5 (0–2, 0–2, 2–1) Ritorps Ishall - Omgång 25 Lördag 20 februari 2010 Linköpings HC–Segeltorps IF 4–1 (1–1, 0–0, 3–0) Cloetta Center - Omgång 25 Lördag 20 februari 2010 Leksands IF–AIK 3–4 (2–1, 0–3, 1–0) LRF-hallen - Omgång 25 Lördag 20 februari 2010 Modo Hockey–Västerås HK 7–1 (3–0, 1–1, 3–0) Kempehallen - Omgång 25 Söndag 28 februari 2010 Brynäs IF–Hanhals IF 9–0 (4–0, 0–0, 5–0) Läkerol Arena Mars - Omgång 27 Torsdag 4 mars 2010 Västerås HK–Linköpings HC 0–12 (0–2, 0–5, 0–5) ABB Arena - Omgång 26 Lördag 6 mars 2010 Hanhals IF–Västerås HK 2–0 (1–0, 0–0, 1–0) Kungsbacka Ishall - Omgång 26 Lördag 6 mars 2010 Segeltorps IF–AIK 3–2 (0–0, 1–0, 1–2, 1–0) Segeltorpshallen - Omgång 26 Lördag 6 mars 2010 Linköpings HC–Brynäs IF 2–4 (2–0, 0–1, 0–3) Stångebro Ishall - Omgång 6 Söndag 7 mars 2010 Hanhals IF–Västerås HK 4–1 (1–0, 1–0, 2–1) Kungsbacka Ishall - Omgång 27 Söndag 7 mars 2010 AIK–Modo Hockey 2–3 (0–1, 1–2, 1–0) Ritorps Ishall - Omgång 27 Söndag 7 mars 2010 Brynäs IF–Leksands IF 6–0 (1–0, 2–0, 3–0) Läkerol Arena - Omgång 28 Onsdag 10 mars 2010 Segeltorps IF–Västerås HK 11–0 (3–0, 5–0, 3–0) Segeltorpshallen - Omgång 28 Onsdag 10 mars 2010 AIK–Linköpings HC 2–1 (1–0, 0–0, 1–1) Ritorps Ishall - Omgång 28 Onsdag 10 mars 2010 Modo Hockey–Brynäs IF 3–4 (1–0, 0–3, 2–1) Kempehallen |

## Poängligan i grundserien
Not: SM = Spelade matcher, M = Mål, A = Assists, Pts = Poäng
Endast spelare med över 40 poäng
| Spelare                  | Lag           | SM | M  | A  | Pts |
| ------------------------ | ------------- | -- | -- | -- | --- |
| Denise Altmann           | Linköpings HC | 28 | 31 | 31 | 62  |
| Erika Holst              | Segeltorps IF | 21 | 18 | 33 | 51  |
| Elin Holmlöv             | Segeltorps IF | 17 | 24 | 20 | 44  |
| Line Bialik Oien         | Segeltorps IF | 25 | 20 | 24 | 44  |
| Josefine Jakobsen        | Segeltorps IF | 28 | 24 | 19 | 43  |
| Helene Martinsen         | Segeltorps IF | 28 | 18 | 25 | 43  |
| Andrea Schjelderup Dalen | Linköpings HC | 27 | 21 | 21 | 42  |
| Isabelle Jordansson      | AIK           | 19 | 20 | 21 | 41  |

## SM-slutspel
SM-slutspelet inleddes den 12 mars 2010 och SM-finalen spelades den 21 mars 2010. Ettan och tvåan från grundserien var direktkvalificerade för SM-semifinal.  Trean till sexan i grundserien var kvalificerade för kvartsfinalerna. Det högst rankade laget fick välja motståndare både i kvarts- och semifinalerna. Kvartsfinalerna avgjordes i bäst av tre matcher, medan semifinal, bronsmatch och final avgjordes i en enda match. Arena för semifinaler, bronsmatch och final var Himmelstalundshallen i Norrköping.

### Kvartsfinaler
| 1 | 12 mars 2010 | Leksands IF     | 7–3             | Linköpings HC   | LRF-hallen |         |
|   |              | (1–1, 2–1, 4–1) | (1–1, 2–1, 4–1) | (1–1, 2–1, 4–1) | Leksand    | Leksand |
|   |              |                 |                 |                 | Leksand    | Leksand |
|   |              |                 |                 |                 | Leksand    | Leksand |
|   |              |                 |                 |                 | Leksand    | Leksand |
|   |              |                 |                 |                 | Leksand    | Leksand |
|   |              |                 |                 |                 | Leksand    | Leksand |

| 1 | 12 mars 2010 | AIK             | 2–3             | Modo Hockey     | Ritorps Ishall |       |
|   |              | (0–1, 0–1, 2–1) | (0–1, 0–1, 2–1) | (0–1, 0–1, 2–1) | Solna          | Solna |
|   |              |                 |                 |                 | Solna          | Solna |
|   |              |                 |                 |                 | Solna          | Solna |
|   |              |                 |                 |                 | Solna          | Solna |
|   |              |                 |                 |                 | Solna          | Solna |
|   |              |                 |                 |                 | Solna          | Solna |

| 2 | 14 mars 2010 | Linköpings HC   | 7–2             | Leksands IF     | Stångebro Ishall |           |
|   |              | (4–0, 1–1, 2–1) | (4–0, 1–1, 2–1) | (4–0, 1–1, 2–1) | Linköping        | Linköping |
|   |              |                 |                 |                 | Linköping        | Linköping |
|   |              |                 |                 |                 | Linköping        | Linköping |
|   |              |                 |                 |                 | Linköping        | Linköping |
|   |              |                 |                 |                 | Linköping        | Linköping |
|   |              |                 |                 |                 | Linköping        | Linköping |

| 2 | 14 mars 2010 | Modo Hockey     | 1–2             | AIK             | Kempehallen  |              |
|   |              | (1–0, 0–0, 0–2) | (1–0, 0–0, 0–2) | (1–0, 0–0, 0–2) | Örnsköldsvik | Örnsköldsvik |
|   |              |                 |                 |                 | Örnsköldsvik | Örnsköldsvik |
|   |              |                 |                 |                 | Örnsköldsvik | Örnsköldsvik |
|   |              |                 |                 |                 | Örnsköldsvik | Örnsköldsvik |
|   |              |                 |                 |                 | Örnsköldsvik | Örnsköldsvik |
|   |              |                 |                 |                 | Örnsköldsvik | Örnsköldsvik |

| 3 | 15 mars 2010 | Linköpings HC   | 8–2             | Leksands IF     | Stångebro Ishall |           |
|   |              | (4–1, 2–1, 2–0) | (4–1, 2–1, 2–0) | (4–1, 2–1, 2–0) | Linköping        | Linköping |
|   |              |                 |                 |                 | Linköping        | Linköping |
|   |              |                 |                 |                 | Linköping        | Linköping |
|   |              |                 |                 |                 | Linköping        | Linköping |
|   |              |                 |                 |                 | Linköping        | Linköping |
|   |              |                 |                 |                 | Linköping        | Linköping |

| 3 | 15 mars 2010 | Modo Hockey     | 4–0             | AIK             | Kempehallen  |              |
|   |              | (1–0, 0–0, 3–0) | (1–0, 0–0, 3–0) | (1–0, 0–0, 3–0) | Örnsköldsvik | Örnsköldsvik |
|   |              |                 |                 |                 | Örnsköldsvik | Örnsköldsvik |
|   |              |                 |                 |                 | Örnsköldsvik | Örnsköldsvik |
|   |              |                 |                 |                 | Örnsköldsvik | Örnsköldsvik |
|   |              |                 |                 |                 | Örnsköldsvik | Örnsköldsvik |
|   |              |                 |                 |                 | Örnsköldsvik | Örnsköldsvik |

### Semifinaler
|  | 20 mars 2010 | Segeltorps IF   | 4–1             | Linköpings HC   | Himmelstalundshallen |            |
|  |              | (1–0, 1–0, 2–1) | (1–0, 1–0, 2–1) | (1–0, 1–0, 2–1) | Norrköping           | Norrköping |
|  |              |                 |                 |                 | Norrköping           | Norrköping |
|  |              |                 |                 |                 | Norrköping           | Norrköping |
|  |              |                 |                 |                 | Norrköping           | Norrköping |
|  |              |                 |                 |                 | Norrköping           | Norrköping |
|  |              |                 |                 |                 | Norrköping           | Norrköping |

|  | 20 mars 2010 | Brynäs IF       | 2–0             | Modo Hockey     | Himmelstalundshallen |            |
|  |              | (1–0, 1–0, 0–0) | (1–0, 1–0, 0–0) | (1–0, 1–0, 0–0) | Norrköping           | Norrköping |
|  |              |                 |                 |                 | Norrköping           | Norrköping |
|  |              |                 |                 |                 | Norrköping           | Norrköping |
|  |              |                 |                 |                 | Norrköping           | Norrköping |
|  |              |                 |                 |                 | Norrköping           | Norrköping |
|  |              |                 |                 |                 | Norrköping           | Norrköping |

### Bronsmatch
|  | 21 mars 2010 | Linköpings HC   | 3–5             | Modo Hockey     | Himmelstalundshallen |            |
|  |              | (3–1, 0–4, 0–0) | (3–1, 0–4, 0–0) | (3–1, 0–4, 0–0) | Norrköping           | Norrköping |
|  |              |                 |                 |                 | Norrköping           | Norrköping |
|  |              |                 |                 |                 | Norrköping           | Norrköping |
|  |              |                 |                 |                 | Norrköping           | Norrköping |
|  |              |                 |                 |                 | Norrköping           | Norrköping |
|  |              |                 |                 |                 | Norrköping           | Norrköping |

### Final
|  | 21 mars 2010 | Segeltorps IF   | 6–0             | Brynäs IF       | Himmelstalundshallen   |                        |
|  |              | (2–0, 2–0, 2–0) | (2–0, 2–0, 2–0) | (2–0, 2–0, 2–0) | Norrköping Publik: 348 | Norrköping Publik: 348 |
|  |              |                 |                 |                 | Norrköping Publik: 348 | Norrköping Publik: 348 |
|  |              |                 |                 |                 | Norrköping Publik: 348 | Norrköping Publik: 348 |
|  |              |                 |                 |                 | Norrköping Publik: 348 | Norrköping Publik: 348 |
|  |              |                 |                 |                 | Norrköping Publik: 348 | Norrköping Publik: 348 |
|  |              |                 |                 |                 | Norrköping Publik: 348 | Norrköping Publik: 348 |

## Kval till Riksserien
Kvalet till Riksserien 2010/2011 avgjordes i två grupper med två lag i varje. Det vinnande laget i varje grupp spelar i Riksserien. Kvalet avgjordes i bäst av två matcher. Vann ena laget båda matcher kvalificerade sig laget för Riksserien, vann lagen varsin match tillämpades 10 minuters sudden death och eventuellt straffar om det inte blev nåt mål under sudden death. Kvalmatcherna spelades mellan den 12 och 14 mars där Grupp A spelade i Vallentuna Ishall, Vallentuna, medan Grupp B spelades i Arena Jernvallen i Sandviken.
|  | 13 mars 2010 | Ormsta HC            | 5–4 (e.fl.)          | Munksund-Skuthamns SK | Vallentuna Ishall      |                        |
|  |              | (2–1, 1–1, 1–2, 1–0) | (2–1, 1–1, 1–2, 1–0) | (2–1, 1–1, 1–2, 1–0)  | Vallentuna Publik: 187 | Vallentuna Publik: 187 |
|  |              |                      |                      |                       | Vallentuna Publik: 187 | Vallentuna Publik: 187 |
|  |              |                      |                      |                       | Vallentuna Publik: 187 | Vallentuna Publik: 187 |
|  |              |                      |                      |                       | Vallentuna Publik: 187 | Vallentuna Publik: 187 |
|  |              |                      |                      |                       | Vallentuna Publik: 187 | Vallentuna Publik: 187 |
|  |              |                      |                      |                       | Vallentuna Publik: 187 | Vallentuna Publik: 187 |

|  | 14 mars 2010 | Munksund-Skuthamns SK | 1–3             | Ormsta HC       | Vallentuna Ishall      |                        |
|  |              | (0–1, 1–1, 0–1)       | (0–1, 1–1, 0–1) | (0–1, 1–1, 0–1) | Vallentuna Publik: 166 | Vallentuna Publik: 166 |
|  |              |                       |                 |                 | Vallentuna Publik: 166 | Vallentuna Publik: 166 |
|  |              |                       |                 |                 | Vallentuna Publik: 166 | Vallentuna Publik: 166 |
|  |              |                       |                 |                 | Vallentuna Publik: 166 | Vallentuna Publik: 166 |
|  |              |                       |                 |                 | Vallentuna Publik: 166 | Vallentuna Publik: 166 |
|  |              |                       |                 |                 | Vallentuna Publik: 166 | Vallentuna Publik: 166 |

|  | 12 mars 2010 | Sandvikens IK   | 4–6             | Hanhals IF      | Arena Jernvallen     |                      |
|  |              | (0–0, 1–1, 3–5) | (0–0, 1–1, 3–5) | (0–0, 1–1, 3–5) | Sandviken Publik: 95 | Sandviken Publik: 95 |
|  |              |                 |                 |                 | Sandviken Publik: 95 | Sandviken Publik: 95 |
|  |              |                 |                 |                 | Sandviken Publik: 95 | Sandviken Publik: 95 |
|  |              |                 |                 |                 | Sandviken Publik: 95 | Sandviken Publik: 95 |
|  |              |                 |                 |                 | Sandviken Publik: 95 | Sandviken Publik: 95 |
|  |              |                 |                 |                 | Sandviken Publik: 95 | Sandviken Publik: 95 |

|  | 13 mars 2010 | Hanhals IF      | 3–0             | Sandvikens IK   | Arena Jernvallen     |                      |
|  |              | (1–0, 0–0, 2–0) | (1–0, 0–0, 2–0) | (1–0, 0–0, 2–0) | Sandviken Publik: 93 | Sandviken Publik: 93 |
|  |              |                 |                 |                 | Sandviken Publik: 93 | Sandviken Publik: 93 |
|  |              |                 |                 |                 | Sandviken Publik: 93 | Sandviken Publik: 93 |
|  |              |                 |                 |                 | Sandviken Publik: 93 | Sandviken Publik: 93 |
|  |              |                 |                 |                 | Sandviken Publik: 93 | Sandviken Publik: 93 |
|  |              |                 |                 |                 | Sandviken Publik: 93 | Sandviken Publik: 93 |

- Ormsta HC och Hanhals IF spelar i Riksserien 2010/2011